# Arroyo de la Cordobesa
Der Arroyo de la Cordobesa ist ein Fluss in Uruguay.
Er entspringt südsüdöstlich von Juan José Castro und nördlich der Quellen des Arroyo-Porongos-Nebenflusses de Modesto und des Arroyo de los Molles. Von dort verläuft er auf dem Gebiet des Departamento Flores in nördlicher bis nordnordöstlicher Richtung. Er mündet als rechtsseitiger Nebenfluss in den Arroyo del Tala.